# Шача (приток Цны)
Ша́ча — река в Рязанской области России, левый приток Цны (бассейн Волги).
Длина реки — 48 км, площадь водосборного бассейна — 449 км².
Образуется у города Шацк и впадает в Цну на уровне 91 м.
Полагают, что вариант Шача впервые был употреблён в 1627 году, в «Книге Большого чертежу». В древности эта река имела несколько иное название — Шатя. Некоторые историки полагают, что название Шача происходит от мордовского слова «шачимс» (хорошо уродится), другие — от мордовского слова «шаня» (щедрое место), или от глагола «шацкать» (подгонять лошадей на пастбище).

## Притоки
Правые: Чечера, Мара, Гусеница, Шепырчей.